# Macrojoppa pulchra
Macrojoppa pulchra là một loài tò vò trong họ Ichneumonidae.